# OFK Beograd
Omladinski Fudbalski Klub Beograd (serbisk kyrillisk: ОФК Београд), ofte benævnt OFK Beograd, er en fodboldklub fra Beograd, Serbien, mere præcist fra Karaburma-bydelen. I øjeblikket er klubben det ældste hold der spiller i den serbiske superliga. Navnet betyder "Ungdomsfodboldklub Beograd" på serbisk. Klubben er en del af OSD Beograd sports-samfundet.

## UEFA-konkurrence resumé
| OFK Belgrade               | Sæsoner | K  | V  | U | T  | F  | M  | Kamp %W | Ties K | Ties V | Ties L | Ties %W |       |
| -------------------------- | ------- | -- | -- | - | -- | -- | -- | ------- | ------ | ------ | ------ | ------- | ----- |
| RepræsenteredeSerbien      | 2       | 4  | 2  | 0 | 2  | 4  | 8  | 50.00   |        | 2      | -      | 2       | -     |
| Repræsenterede Jugoslavien | 8       | 38 | 14 | 7 | 17 | 64 | 69 | 46.05   |        | 18     | 10     | 8       | 55.56 |
| Total                      | 10      | 42 | 16 | 7 | 19 | 68 | 76 | 46.43   |        | 20     | 10     | 10      | 50.00 |